# Song Jiaoren
Song Jiaoren (chinês: 宋教仁, pinyin: Sòng Jiàorén, Wade–Giles: Sung Chiao-jen; Liàn 鍊; Dùnchū 鈍初) (Hunan, 5 de abril de 1882 – Xangai, 22 de março de 1913) foi um revolucionário republicano chinês.
Nasceu em Hunan, em 1882, e morreu assassinado.